# Liste der Baudenkmäler in Riegsee
Auf dieser Seite sind die Baudenkmäler in der oberbayerischen Gemeinde Riegsee zusammengestellt. Diese Tabelle ist eine Teilliste der Liste der Baudenkmäler in Bayern. Grundlage ist die Bayerische Denkmalliste, die auf Basis des Bayerischen Denkmalschutzgesetzes vom 1. Oktober 1973 erstmals erstellt wurde und seither durch das Bayerische Landesamt für Denkmalpflege geführt wird. Die folgenden Angaben ersetzen nicht die rechtsverbindliche Auskunft der Denkmalschutzbehörde.
 Die Liste gibt den Fortschreibungsstand vom 2. September 2016 wieder und umfasst sechzehn Baudenkmäler.

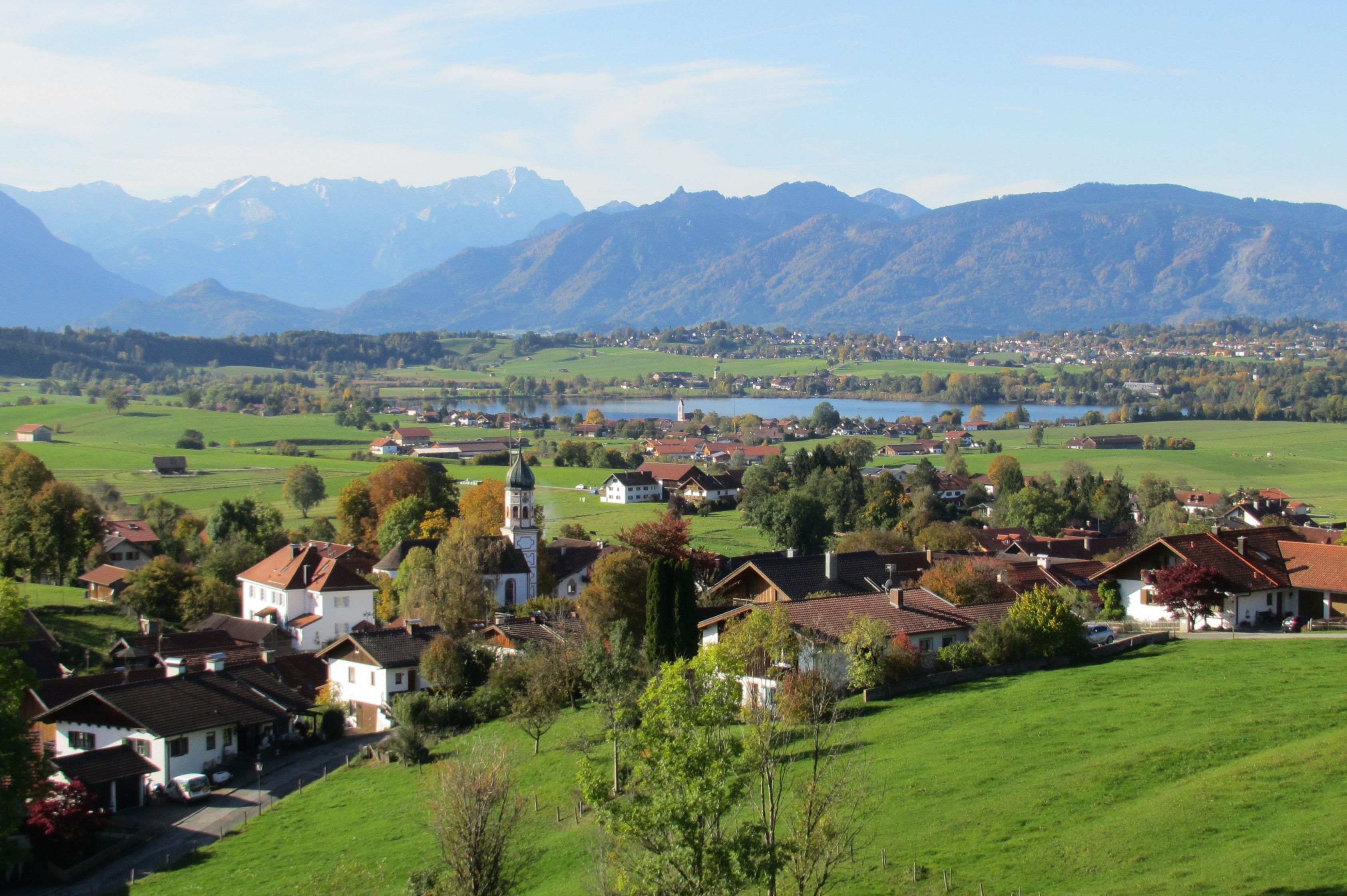
Blick von der Aidlinger Höhe auf Aidling und Riegsee

## Baudenkmäler nach Ortsteilen

### Riegsee
| Lage                          | Objekt                               | Beschreibung | Akten-Nr.    | Bild           |
| ----------------------------- | ------------------------------------ | --- | ------------ | -------------- |
| Am Kirchplatz 4 (Standort)    | Katholische Filialkirche St. Stephan | Im Kern spätgotisch, barockisierte Saalkirche mit eingezogenem Chor und südlichem Mansarddachturm, zweite Hälfte 15. Jahrhundert, erste Hälfte 18. Jahrhundert umgestaltet; mit Ausstattung; Friedhofsmauer, verputzt, wohl 18. Jahrhundert. | D-1-80-128-1 | weitere Bilder |
| Hofheimer Straße 6 (Standort) | Wegkreuz                             | Gefasstes Holzkruzifix mit Wettermantel, bezeichnet 1880; an der Straße nach Aidling. | D-1-80-128-5 | weitere Bilder |
| Nähe Seestraße (Standort)     | Kapellen-Bildstock                   | Kleiner Satteldachbau, zweite Hälfte 19. Jahrhundert; mit Ausstattung. | D-1-80-128-4 | weitere Bilder |

### Aidling
| Lage                              | Objekt                            | Beschreibung | Akten-Nr.     | Bild           |
| --------------------------------- | --------------------------------- | --- | ------------- | -------------- |
| Nähe Dorfstraße (Standort)        | Getreidekasten                    | Erdgeschossiger Blockbau, 16./17. Jahrhundert, Überbau später. | D-1-80-128-11 | Getreidekasten |
| Dorfstraße 35 (Standort)          | Getreidekasten                    | Blockbau im Dachraum des Hauses, bezeichnet 1559. | D-1-80-128-10 | BW             |
| Dorfstraße 39 (Standort)          | Getreidekasten                    | Zweigeschossiger Blockbau, Erdgeschoss Mitte 16. Jahrhundert, Obergeschoss zweite Hälfte 17. Jahrhundert, versetzt mit modernem Überbau.                                       | D-1-80-128-9  | weitere Bilder |
| Höhlmühlstraße 7 (Standort)       | Dörrhütte                         | Erdgeschossiger Natursteinbau mit Flachsatteldach, 18./19. Jahrhundert; an der Straße zur Höhlmühle.                                                                           | D-1-80-128-13 | BW             |
| Kirchberg 1 (Standort)            | Katholische Pfarrkirche St. Georg | Barocker Saalraum mit leicht eingezogenem Chor und westlichem Zwiebelturm, 1749; mit Ausstattung; Friedhofsmauer, unverputztes Tuff- und Glaubsteinmauerwerk, 18. Jahrhundert. | D-1-80-128-6  | weitere Bilder |
| Mesnerhauser Straße 18 (Standort) | Feldkapelle                       | Kleiner Satteldachbau mit Glockenstuhl, 18. Jahrhundert; mit Ausstattung. | D-1-80-128-12 | weitere Bilder |

### Guglhör
| Lage                 | Objekt               | Beschreibung                                                                      | Akten-Nr.     | Bild           |
| -------------------- | -------------------- | --------------------------------------------------------------------------------- | ------------- | -------------- |
| Guglhör 1 (Standort) | Bauern- und Gasthaus | Zweigeschossiger Flachsatteldachbau mit Laube und Zierbund, Ende 18. Jahrhundert. | D-1-80-128-14 | weitere Bilder |

### Hagen
| Lage                       | Objekt                               | Beschreibung | Akten-Nr.              | Bild           |
| -------------------------- | ------------------------------------ | --- | ---------------------- | -------------- |
| Am Kirchplatz 6 (Standort) | Katholische Filialkirche St. Blasius | Barocker Saalbau mit spätgotischem Chor und spätromanischem südlichen Sattelturm, weitgehender Neubau 1734; mit Ausstattung; Friedhofsmauer, verputzt mit abgeböschten Natursteinstützen, 17./18. Jahrhundert. | D-1-80-128-15 Wikidata | weitere Bilder |

### Leibersberg
| Lage                                     | Objekt         | Beschreibung                                                | Akten-Nr.     | Bild |
| ---------------------------------------- | -------------- | ----------------------------------------------------------- | ------------- | ---- |
| In Leibersberg; Leibersberg 1 (Standort) | Getreidekasten | Zweigeschossiger Blockbau, bezeichnet 1581, Überbau später. | D-1-80-128-17 | BW   |

### Mühlhagen
| Lage                    | Objekt     | Beschreibung                                                                          | Akten-Nr.     | Bild           |
| ----------------------- | ---------- | ------------------------------------------------------------------------------------- | ------------- | -------------- |
| In Mühlhagen (Standort) | Hofkapelle | Hoher zweigeschossiger Satteldachbau, zweite Hälfte 18. Jahrhundert; mit Ausstattung. | D-1-80-128-18 | weitere Bilder |

### Perlach
| Lage                 | Objekt     | Beschreibung | Akten-Nr.     | Bild |
| -------------------- | ---------- | --- | ------------- | ---- |
| Perlach 1 (Standort) | Bauernhaus | Zweigeschossiger Frack- bzw. Satteldachbau mit polygonalem Steherker, Hausfigur und Traufbundwerk, Kern Ende 18. Jahrhundert, um 1900. umgebaut. | D-1-80-128-20 | BW   |
| Perlach 1 (Standort) | Hofkapelle | Satteldachbau mit Glockenstuhl, im Kern wohl 18. Jahrhundert, um 1900 verändert; mit Ausstattung.                                                | D-1-80-128-19 | BW   |

## Ehemalige Baudenkmäler
In diesem Abschnitt sind Objekte aufgeführt, die früher einmal in der Denkmalliste eingetragen waren, jetzt aber nicht mehr. Objekte, die in anderem Zusammenhang also z. B. als Teil eines Baudenkmals weiter eingetragen sind, sollen hier nicht aufgeführt werden. Aktennummern in diesem Abschnitt sind ehemalige, jetzt nicht mehr gültige Aktennummern. 

| Lage                             | Objekt     | Beschreibung                                                                                            | Akten-Nr.    | Bild       |
| -------------------------------- | ---------- | --- | ------------ | ---------- |
| Riegsee Dorfstraße 30 (Standort) | Bundwerk   | Traufbundwerk auf der Südseite, Ende 18. Jahrhundert.                                                   | D-1-80-128-3 | BW         |
| Aidling Dorfstraße 47 (Standort) | Bauernhaus | Zweigeschossiger Satteldachbau mit Hochlaube und historisierender Putzgliederung, Ende 19. Jahrhundert. | D-1-80-128-8 | Bauernhaus |